# Яременко, Сергей Владимирович
Серге́й Влади́мирович Яре́менко (укр. Сергій Володимирович Яременко, позывной — Гранит; 1973) — украинский военнослужащий, полковник, участник российско-украинской войны. Герой Украины (2023).

## Биография
Родился в 1973 году. С 2017 года занимал должность начальника штаба одной из зенитных ракетных бригад воздушного командования «Центр». С 2022 года является командиром 96-й зенитной ракетной бригады.

## Награды
- Звание «Герой Украины» с удостоением ордена «Золотая Звезда» (27 июня 2023) — за личное мужество и героизм, проявленные в защите государственного суверенитета и территориальной целостности Украины, верность военной присяге[1].
- Орден Богдана Хмельницкого III степени (19 ноября 2022) — за личное мужество и высокий профессионализм, проявленные в защите государственного суверенитета и территориальной целостности Украины, верность военной присяге[2].